# 縣千
縣 千（あがた せん、2月10日 - ）は、宝塚歌劇団雪組に所属する男役スター。
京都府宇治市、府立莵道高等学校出身。身長172cm。血液型O型。愛称は「あがた」。

## 来歴
2013年、宝塚音楽学校入学。
2015年、音楽学校卒業後、宝塚歌劇団に101期生として入団。入団時の成績は4番。月組公演「1789」で初舞台。その後、雪組に配属。
舞台映えする容姿と巧みなダンスで早くから注目され、2018年の「凱旋門」で新人公演初主演。その後も3度に渡って新人公演の主演を務める。
2022年の「Sweet Little Rock 'n' Roll」でバウホール公演初主演。
2024年の「FORMOSA!!」（ドラマシティ・KAAT神奈川芸術劇場公演）で、東上公演初主演。

## 人物
初めて観た宝塚の作品は、2005年月組公演「Ernest in Love」のDVD。
宝塚初観劇は中学生の時で、宙組公演「TRAFALGAR／ファンキー・サンシャイン」。パワー溢れる舞台に感銘を受け、自分も同じように舞台で輝きたいと、音楽学校受験を決意した。
学生時代は部活には入らず、バレエ教室へ通っていた。
憧れの上級生は瀬奈じゅん。

## 主な舞台

### 初舞台
- 2015年4 - 6月、月組『1789-バスティーユの恋人たち-』（宝塚大劇場のみ）[6]

### 雪組時代
- 2015年7 - 10月、『星逢一夜（ほしあいひとよ）』 - 新人公演：汐太（青年）（本役：永久輝せあ）『La Esmeralda（ラ エスメラルダ）』[9][6]
- 2015年11 - 12月、『哀しみのコルドバ』 - ルシオ『La Esmeralda（ラ エスメラルダ）』（全国ツアー）[9]
- 2016年2 - 5月、『るろうに剣心』 - 清里明良、新人公演：四乃森蒼紫（本役：月城かなと）[9][6]
- 2016年6 - 7月、『ドン・ジュアン』（KAAT神奈川芸術劇場・ドラマシティ） - マルセロ
- 2016年7月、『Bow Singing Workshop〜雪〜』（バウホール）
- 2016年10 - 12月、『私立探偵ケイレブ・ハント』 - トレバー、新人公演：カズノ・ハマー（本役：彩風咲奈）『Greatest HITS!』[9][6]
- 2017年2月、『New Wave!-雪-』（バウホール）
- 2017年4 - 7月、『幕末太陽傳（ばくまつたいようでん）』 - ガエン者玄平／代役：倉造息子清七（本役：永久輝せあ）[注釈 1]、新人公演：高杉晋作（本役：望海風斗）『Dramatic “S”!』[9][6]
- 2017年8 - 9月、『CAPTAIN NEMO』（日本青年館・ドラマシティ） - ヘディン
- 2017年11 - 2018年2月、『ひかりふる路（みち）〜革命家、マクシミリアン・ロベスピエール〜』 - フランソワ・アンリオ、新人公演：フィリップ・ル・バ（本役：永久輝せあ）『SUPER VOYAGER!』[6]
- 2018年3 - 4月、『義経妖狐夢幻桜（よしつねようこむげんざくら）』（バウホール） - ヤスヒラ
- 2018年6 - 9月、『凱旋門』 - ヴィーゼンホーフ、新人公演：ラヴィック（本役：轟悠）『Gato Bonito!!』 新人公演初主演[9][6]
- 2018年11 - 2019年2月、『ファントム』 - 従者、新人公演：ジェラルド・キャリエール（本役：彩風咲奈）
- 2019年3 - 4月、『20世紀号に乗って』（東急シアターオーブ） - マックス・ジェイコブス
- 2019年5 - 9月、『壬生義士伝』 - 池波六三郎、新人公演：土方歳三（本役：彩凪翔）『Music Revolution!』
- 2019年10月、『ハリウッド・ゴシップ』（KAAT神奈川芸術劇場・ドラマシティ） - ラリー
- 2020年1 - 2月、『ONCE UPON A TIME IN AMERICA（ワンス アポン ア タイム イン アメリカ）』（宝塚大劇場） - パッツィー、新人公演：マックス（本役：彩風咲奈）
- 2020年2 - 3月、『ONCE UPON A TIME IN AMERICA（ワンス アポン ア タイム イン アメリカ）』（東京宝塚劇場） - パッツィー
- 2020年8 - 9月、『炎のボレロ』 - フラミンゴ『Music Revolution!-New Spirit-』（梅田芸術劇場）
- 2020年10月、凪七瑠海コンサート『パッション・ダムール-愛の夢-』（バウホール）
- 2021年1 - 4月、『fff-フォルティッシッシモ-』 - テレマン『シルクロード〜盗賊と宝石〜』
- 2021年5 - 6月、『ほんものの魔法使』（バウホール・KAAT神奈川芸術劇場） - モプシー[13][10]
- 2021年8 - 11月、『CITY HUNTER』 - 海坊主（伊集院隼人）、新人公演：冴羽獠（本役：彩風咲奈）『Fire Fever!』 新人公演主演[7][13]
- 2022年1月、『Sweet Little Rock 'n' Roll』（バウホール） - ビリー バウ初主演[13][10]
- 2022年3 - 6月、『夢介千両みやげ』 - 金の字、新人公演：夢介（本役：彩風咲奈）『Sensational!』 新人公演主演[8][3]
- 2022年7 - 8月、『ODYSSEY（オデッセイ）-The Age of Discovery-』（梅田芸術劇場）
- 2022年10 - 12月、『蒼穹の昴』 - 光緒帝 載湉
- 2023年2 - 3月、『海辺のストルーエンセ』（KAAT神奈川芸術劇場・ドラマシティ） - クリスチャン7世
- 2023年4 - 7月、『Lilac（ライラック）の夢路』 - アントン『ジュエル・ド・パリ!!』[14]
- 2023年9月、『双曲線上のカルテ』（ドラマシティ・日本青年館） - ランベルト・ヴァレンティーノ[注釈 2][15]
- 2023年12 - 2024年2月、『ボイルド・ドイル・オンザ・トイル・トレイル』 - ミロ・デ・メイヤー教授『FROZEN HOLIDAY（フローズン・ホリデイ）』[16]
- 2024年4 - 5月、『仮面のロマネスク』 - フレデリーク・ダンスニー男爵『Gato Bonito!!』（全国ツアー）
- 2024年7 - 10月、『ベルサイユのばら-フェルゼン編-』 - アンドレ・グランディエ[17]
- 2024年12 - 2025年1月、『FORMOSA!!（フォルモサ）』（ドラマシティ・KAAT神奈川芸術劇場） - ジョルジュ・サルマナザール 東上初主演[11][12]
- 2025年3 - 6月、『ROBIN THE HERO』 - ウィル・スタートレイ『オーヴァチュア!』
- 2025年8 - 9月、『An American in Paris（パリのアメリカ人）』（御園座） - アダム・ホックバーグ
- 2025年11 - 2026年2月、『ボー・ブランメル〜美しすぎた男〜』『Prayer〜祈り〜』

## 出演イベント
- 2019年7月、『宝塚巴里祭2019』[18]
- 2022年11月、朝月希和ミュージック・サロン『La Lumière〜朝の月のように〜』[19]
- 2024年8月、彩風咲奈ディナーショー『LAST MISSION』

## CM出演
- 2021年10月 - 、ダイキン工業『うるさらX』[10][2]

## 受賞歴
- 2022年、『宝塚歌劇団年度賞』 - 2021年度新人賞[20]